# James Glasspool
Pour les articles homonymes, voir Glasspool.
James Glasspool, né le 8 juin 1991 à Adélaïde, est un coureur cycliste australien, spécialiste des épreuves sur piste.

## Palmarès sur piste

### Championnats d'Océanie
| Édition / Épreuve | Kilomètre | Vitesse par équipes |
| 2008              |           | Argent              |
| 2009              | Bronze    | Argent              |
| 2010              | Argent    |                     |
| 2011              | Argent    | Bronze              |
| 2012              |           | Bronze              |

### Championnats d'Australie
- 2009
  -  Champion d'Australie du kilomètre juniors
  - 2e de la vitesse individuelle juniors
- 2010
  -  Champion d'Australie de poursuite par équipes (avec Dale Parker, Jack Bobridge et Rohan Dennis)
  - 2e du kilomètre
  - 3e de la vitesse par équipes
- 2011
  -  Champion d'Australie de vitesse par équipes (avec Matthew Glaetzer et Nathan Corrigan-Martella)
  - 3e du kilomètre
- 2012
  -  Champion d'Australie de vitesse par équipes (avec Matthew Glaetzer et Nathan Corrigan-Martella)
  -  Champion d'Australie du kilomètre
- 2013
  - 2e de la vitesse par équipes